# Protagonistas de Nuestra Tele
Protagonistas de Nuestra Tele es un concurso colombiano del género telerrealidad, realizado por RCN Televisión. Es una adaptación propia de Protagonistas de Novela, formato del que la misma cadena había emitido previamente tres temporadas.
Trata sobre un grupo de participantes que compiten para ganar la firma de un contrato de actuación con la productora de televisión RCN. En el año 2010 rompió el récord de audiencia, siendo hasta la actualidad el reality más visto en la historia de Colombia, con un promedio de 3 millones de televidentes por capítulo. Entre sus presentadores han estado reconocidas figuras del mundo artístico, como Geraldine Zivic, Andrea Serna, Luciano D'Alessandro y Ximena Córdoba, ganadora de la primera edición de Protagonistas de Novela, en el año 2002. En su 3ª temporada, producida en 2013, su transmisión fue expandida a Panamá gracias a una alianza entre RCN Televisión y el canal NEX, y a Latinoamérica mediante la empresa de televisión satelital DirecTV, a través del canal OnDirectv.
El 18 de septiembre de 2017, se estrenó su cuarta temporada caracterizada por varios cambios respecto a las ediciones anteriores, entre esos está la interacción de los presentadores, que ahora es en vivo y en directo.

## Equipo del programa
| Temporada | Año  | Presentador                         | Jueces                |
| --------- | ---- | ----------------------------------- | --------------------- |
| 1ª        | 2010 | Geraldine Zivic                     | Alejandra Borrero     |
| 1ª        | 2010 | Geraldine Zivic                     | Isabella Santodomingo |
| 1ª        | 2010 | Geraldine Zivic                     | Luis Eduardo Arango   |
| 2ª        | 2012 | Andrea Serna                        | Isabella Santodomingo |
| 2ª        | 2012 | Andrea Serna                        | Sergio Osorio         |
| 2ª        | 2012 | Andrea Serna                        | Luis Eduardo Arango   |
| 3ª        | 2013 | Andrea Serna                        | Alejandra Borrero     |
| 3ª        | 2013 | Andrea Serna                        | Isabella Santodomingo |
| 3ª        | 2013 | Andrea Serna                        | Sergio Osorio         |
| 3ª        | 2013 | Andrea Serna                        | Rafael Taibo          |
| 4ª        | 2017 | Luciano D'Alessandro Ximena Córdoba | Jorge Enrique Abello  |
| 4ª        | 2017 | Luciano D'Alessandro Ximena Córdoba | Adal Ramones          |
| 4ª        | 2017 | Luciano D'Alessandro Ximena Córdoba | Ariadna Gutiérrez     |

## Protagonistas de Nuestra Tele (2010)
- Primera emisión: 26 de septiembre de 2010
- Última emisión: 20 de diciembre de 2010
- Duración: 77 días
- Índice de audiencia promedio: 17.6

Protagonistas de nuestra tele 2010 fue la primera temporada de este reality show colombiano, que sería la continuación de su antecesora Protagonistas de Novela, además es el reality más visto en la historia de Colombia registrando un índice de audiencia promedio de 17,6.
14 participantes (7 hombres y 7 mujeres) inicialmente entraron a la producción, quedando aislados en una casa-estudio en Bogotá. La premisa del concurso consiste en que los participantes competirán con el fin de ganar la firma de un contrato de actuación con la productora del canal.

### Concursantes
| Participantes | Participantes          | Residencia          | Edad    | Profesión                                              | Duración | Información    |
| ------------- | ---------------------- | ------------------- | ------- | ------------------------------------------------------ | -------- | -------------- |
| Participantes | Cristián Suárez        | Santiago de Cali    | 24 años | Hombre de negocios y Comerciante                       | 77 días  | Ganador        |
| Participantes | María Angélica Salgado | Barranquilla        | 32 años | Bailarina, Vendedora y distribuidora de cocadas        | 77 días  | Ganadora       |
| Participantes | Sebastián González     | Santiago de Cali    | 21 años | Estudiante de economía y administración de empresas    | 77 días  | Finalista      |
| Participantes | Claudia Echeverry      | Pereira             | 21 años | Licenciada en comunicación                             | 77 días  | Finalista.     |
| Participantes | Ingrid Lobo            | Cúcuta              | 23 años | Modelo                                                 | 70 días  | 10.ª eliminada |
| Participantes | Katherine Peláez       | Medellín            | 26 años | Estudiante de diseño de moda                           | 64 días  | 9.ª eliminada  |
| Participantes | Harrison Herrera       | Medellín            | 24 años | Rapero. Futbolista. Modelo                             | 56 días  | 8.° eliminado  |
| Participantes | Óscar Mejía            | Guadalajara de Buga | 21 años | Comunicador social                                     | 49 días  | 7.° eliminado  |
| Participantes | Mauricio Valdeblanquez | Barranquilla        | 23 años | Estudiante graduado de derecho                         | 42 días  | 6.° eliminado  |
| Participantes | Sandra Mazuera         | Ibagué              | 28 años | Enfermera                                              | 35 días  | 5.ª eliminada  |
| Participantes | Sergio Luna            | Bucaramanga         | 22 años | Modelo. Míster Colombia                                | 28 días  | 4.° eliminado  |
| Participantes | Francisco González     | Guadalajara de Buga | 23 años | Entrenador personal                                    | 21 días  | 3.er eliminado |
| Participantes | Marcela Rodríguez      | Florida             | 18 años | Estudiante de actuación                                | 14 días  | 2.ª eliminada  |
| Participantes | Johanna Zabala         | Medellín            | 25 años | Trabajora de la construcción, obra negra y mampostería | 7 días   | 1.ª eliminada  |

### Resultados Generales
| Participantes | Semana          | Semana          | Semana          | Semana           | Semana          | Semana          | Semana          | Semana          | Semana                          | Semana          | Semana          | Semana                          |
| Participantes | 1               | 1               | 2               | 3                | 4               | 5               | 6               | 7               | 8                               | 9               | 10              | Final                           |
| ------------- | --------------- | --------------- | --------------- | ---------------- | --------------- | --------------- | --------------- | --------------- | ------------------------------- | --------------- | --------------- | ------------------------------- |
| Cristián      | Entra           | Salvado         | Nominado        | Nominado         | Amenazado       | Salvado         | Nominado        | Salvado         | Eliminado                       | Reingresa       | Amenazado       | Ganador                         |
| Angélica      | Entra           | Salvada         | Salvada         | Salvada          | Salvada         | Amenazada       | Salvada         | Amenazada       | Amenazada                       | Salvada         | Amenazada       | Ganadora                        |
| Sebastián     | Entra           | Salvado         | Salvado         | Salvado          | Salvado         | Salvado         | Salvado         | Protegido       | Salvado                         | Exento          | Exento          | Finalista                       |
| Claudia       | Entra           | Salvada         | Salvada         | Salvada          | Salvada         | Salvada         | Salvada         | Salvada         | Amenazada                       | Amenazada       | Protegida       | Finalista                       |
| Ingrid        | Entra           | Salvada         | Salvada         | Salvada          | Protegida       | Salvada         | Salvada         | Salvada         | Salvada                         | Salvada         | Eliminada       |                                 |
| Katerine      | Entra           | Salvada         | Protegida       | Protegida        | Salvada         | Salvada         | Protegida       | Salvada         | Protegida                       | Eliminada       |                 |                                 |
| Harrison      | Entra           | Salvado         | Salvado         | Salvado          | Salvado         | Salvado         | Salvado         | Salvado         | Eliminado                       |                 |                 |                                 |
| Óscar         | Entra           | Salvado         | Salvado         | Salvado          | Salvado         | Protegido       | Salvado         | Eliminado       |                                 |                 |                 |                                 |
| Mauricio      | Entra           | Amenazado       | Salvado         | Salvado          | Salvado         | Salvado         | Eliminado       |                 |                                 |                 |                 |                                 |
| Sandra        | Entra           | Protegida       | Salvada         | Salvada          | Salvada         | Eliminada       |                 |                 |                                 |                 |                 |                                 |
| Sergio        | Entra           | Salvado         | Salvado         | Salvado          | Eliminado       |                 |                 |                 |                                 |                 |                 |                                 |
| Francisco     | Entra           | Salvado         | Salvado         | Eliminado        |                 |                 |                 |                 |                                 |                 |                 |                                 |
| Marcela       | Entra           | Salvada         | Eliminada       |                  |                 |                 |                 |                 |                                 |                 |                 |                                 |
| Johanna       | Entra           | Eliminada       |                 |                  |                 |                 |                 |                 |                                 |                 |                 |                                 |
|               |                 |                 |                 |                  |                 |                 |                 |                 |                                 |                 |                 |                                 |
| Eliminados    | Johana 51,54%   | Johana 51,54%   | Marcela 68,98%  | Francisco 76,84% | Sergio 84,49%   | Sandra 70,91%   | Mauricio 61,51% | Óscar 79,09%    | Harrison 36,40% Cristian 26,59% | Katerine 86,26% | Ingrid 67,87%   | Sebastián 6,39% Claudia 42,02%  |
| Salvados      | Mauricio 48,46% | Mauricio 48,46% | Cristián 31,02% | Cristián 23,16%  | Cristián 15,51% | Angélica 29,09% | Cristián 38,49% | Angélica 20,91% | Angélica Claudia                | Claudia 13,74%  | Angélica 32,13% | Cristián 93,61% Angélica 57,98% |

     El concursante fue el ganador del programa.
     El concursante llegó a la final del programa.
     El participante ingresa por decisión del jurado.
     El participante es el protegido de la semana.
     El participante es inmune por ser finalista del programa.
     El participante no fue amenazado esa semana, por lo tanto es salvado.
     El participante es amenazado por talento, pero no fue eliminado.
     El participante es amenazado por convivencia, pero no fue eliminado.
     El participante es amenazado por infringir el reglamento, pero no fue eliminado.
     El participante es amenazado y posteriormente eliminado.
     El concursante fue elegido para reingresar por decisión del público.

## Protagonistas de Nuestra Tele (2012)
- Primera emisión: 4 de junio de 2012
- Última emisión: 26 de septiembre de 2012
- Duración: 112 días
- Rating promedio: 14.0

Protagonistas de Nuestra Tele 2012 es la segunda temporada del reality show. Los participantes de esta temporada fueron 16 y no 14 como en la edición anterior. Esta vez, aparte de ganar $100 millones de pesos, también compiten para participar en una telenovela RCN.

### Concursantes
| Participantes | Participantes       | Residencia          | Edad    | Profesión                     | Duración | Información                  |
| ------------- | ------------------- | ------------------- | ------- | ----------------------------- | -------- | ---------------------------- |
| Participantes | Jhoan Álvarez       | Ocaña               | 45 años | Modelo                        | 112 días | Ganador                      |
| Participantes | Sara Uribe          | Medellín            | 21 años | Presentadora                  | 108 días | Ganadora                     |
| Participantes | Edwin Garrido       | Barranquilla        | 28 años | Entrenador personal           | 112 días | Finalista                    |
| Participantes | Ángelica Jaramillo  | Santiago de Cali    | 27 años | Modelo y Cantante             | 112 días | Finalista                    |
| Participantes | Sebastián Tamayo    | Medellín            | 20 años | Estudiante de actuación       | 105 días | 14.° eliminado               |
| Participantes | Andrea Jáuregui     | Pamplona            | 23 años | Estudiante de arquitectura    | 42 días  | 13.ª eliminada               |
| Participantes | Manuela Gómez       | Medellín            | 23 años | Estudiante de actuación       | 84 días  | 12.ª eliminada               |
| Participantes | Diana Ximena Cortés | Cartagena de Indias | 29 años | Abogada y Bailarina           | 63 días  | 7.ª y 11.ª eliminada         |
| Participantes | Óscar Naranjo       | Chinú               | 18 años | Estudiante                    | 56 días  | Abandonó por crisis nerviosa |
| Participantes | Mateo Ramírez       | Pamplona            | 28 años | Periodista y locutor de radio | 63 días  | 9.° eliminado                |
| Participantes | Alberony Cortés     | Quibdó              | 25 años | Estudiante de artes escénicas | 43 días  | 6.° eliminado                |
| Participantes | Elianis Garrido     | Barranquilla        | 24 años | Abogada y Actriz              | 42 días  | Expulsión disciplinaria      |
| Participantes | Kelly Echeverry     | Santiago de Cali    | 23 años | Estudiante de marketing       | 35 días  | 5.ª eliminada                |
| Participantes | Álvaro Orjuela      | Ibagué              | 36 años | Independiente                 | 28 días  | 4.° eliminado                |
| Participantes | César De La Hoz     | Bogotá              | 24 años | Modelo                        | 21 días  | 3.° eliminado                |
| Participantes | Diana Shirley Cano  | Medellín            | 27 años | Estudiante de actuación       | 15 días  | Abandonó por embarazo        |
| Participantes | Valentina Ortiz     | Cúcuta              | 22 años | Estudiante de diseño gráfico  | 14 días  | 2.ª eliminada                |

### Resultados Generales
| Jhoan      | Entra       | Salvado     | Salvado          | Salvado      | Nominado     | Salvado         | Salvado         | Nominado         | Salvado       | Nominado      | Salvado       | Nominado         | Salvado        | Salvado          | Nominado         | Ganador                      |  |  |  |
| Sara       | Entra       | Salvada     | Salvada          | Salvada      | Salvada      | Salvada         | Salvada         | Salvada          | Salvada       | Salvada       | Eliminada     | Reingresa        | Protegida      | Salvada          | Exenta           | Ganadora                     |  |  |  |
| Edwin      | Entra       | Salvado     | Salvado          | Salvado      | Salvado      | Salvado         | Salvado         | Salvado          | Salvado       | Protegido     | Salvado       | Salvado          | Salvado        | Salvado          | Salvado          | Finalista                    |  |  |  |
| Angélica   | Entra       | Salvada     | Salvada          | Salvada      | Protegida    | Salvada         | Salvada         | Protegida        | Salvada       | Salvada       | Protegida     | Salvada          | Salvada        | Protegida        | Exenta           | Finalista                    |  |  |  |
| Sebastián  | Entra       | Salvado     | Salvado          | Salvado      | Salvado      | Salvado         | Salvado         | Salvado          | Protegido     | Salvado       | Salvado       | Protegido        | Salvado        | Nominado         | Eliminado        |                              |  |  |  |
| Andrea     |             |             |                  |              |              |                 |                 | Entra            | Exenta        | Salvada       | Nominada      | Salvada          | Nominada       | Eliminada        |                  |                              |  |  |  |
| Manuela    | Entra       | Salvada     | Salvada          | Salvada      | Salvada      | Salvada         | Salvada         | Salvada          | Salvada       | Salvada       | Salvada       | Salvada          | Eliminada      |                  |                  |                              |  |  |  |
| Diana. X.  | Entra       | Salvada     | Salvada          | Salvada      | Salvada      | Nominada        | Salvada         | Eliminada        |               |               | Reingresa     | Eliminada        |                |                  |                  |                              |  |  |  |
| Óscar      | Entra       | Eliminado   |                  | Reingresa    | Exento       | Protegido       | Nominado        | Salvado          | Eliminado     |               | Reingresa     | Abandona         |                |                  |                  |                              |  |  |  |
| Mateo      | Entra       | Salvado     | Protegido        | Salvado      | Salvado      | Salvado         | Salvado         | Salvado          | Nominado      | Eliminado     |               |                  |                |                  |                  |                              |  |  |  |
| Alberony   | Entra       | Salvado     | Salvado          | Salvado      | Salvado      | Salvado         | Eliminado       |                  |               |               |               |                  |                |                  |                  |                              |  |  |  |
| Elianis    | Entra       | Salvada     | Salvada          | Protegida    | Salvada      | Salvada         | Expulsada       |                  |               |               |               |                  |                |                  |                  |                              |  |  |  |
| Kelly      | Entra       | Salvada     | Salvada          | Nominada     | Salvada      | Eliminada       |                 |                  |               |               |               |                  |                |                  |                  |                              |  |  |  |
| Álvaro     | Entra       | Salvado     | Salvado          | Salvado      | Eliminado    |                 |                 |                  |               |               |               |                  |                |                  |                  |                              |  |  |  |
| César      | Entra       | Amenazado   | Salvado          | Eliminado    |              |                 |                 |                  |               |               |               |                  |                |                  |                  |                              |  |  |  |
| Diana. S.  | Entra       | Salvada     | Amenazada        | Abandona     |              |                 |                 |                  |               |               |               |                  |                |                  |                  |                              |  |  |  |
| Valentina  | Entra       | Salvada     | Eliminada        |              |              |                 |                 |                  |               |               |               |                  |                |                  |                  |                              |  |  |  |
|            |             |             |                  |              |              |                 |                 |                  |               |               |               |                  |                |                  |                  |                              |  |  |  |
| Eliminados | Oscar 61,5% | Oscar 61,5% | Valentina 62,45% | César 53,55% | Álvaro 81,6% | Kelly 68,6%     | Alberony 66,21% | Diana. X. 79,74% | Oscar. 62,34% | Matheo 70,93% | Sara 55,85%   | Diana. X. 85,99% | Manuela 71,69% | Andrea 53,23%    | Sebastián 68,09% | Edwin 33,66% Angélica 29,94% |  |  |  |
| Salvados   | César 38,5% | César 38,5% | Diana. S. 37,55% | Kelly 46,45% | Jhoan 18,4%  | Diana. X. 31,4% | Óscar 33,79%    | Jhoan 20,26%     | Matheo 37,66% | Jhoan 29,07%  | Andrea 44,15% | Jhoan 14,01%     | Andrea 28,31%  | Sebastián 46,77% | Jhoan 31,92%     | Jhoan 66,34% Sara 70,06%     |  |  |  |

     El concursante fue el ganador del programa.
     El concursante llegó a la final del programa.
     El participante ingresa al reality o reingresa por el abandono de un participante o por votación.
     El participante es el protegido de la semana.
     El participante es inmune por ser finalista del programa.
     El participante no fue amenazado esa semana, por lo tanto es salvado.
     El participante es amenazado por talento, pero no fue eliminado.
     El participante es amenazado por convivencia, pero no fue eliminado.
     El concursante fue amenazado por convivencia y posteriormente fue salvado por el jurado.
     El participante es amenazado y posteriormente eliminado.
     El participante abandona la competencia por motivos de salud.
     El participante es expulsado de la competencia.

## Protagonistas de Nuestra Tele (2013)
- Primera emisión: 29 de julio de 2013
- Última emisión: 17 de noviembre de 2013
- Duración: 112 días
- Rating promedio: 8.5

Protagonistas de Nuetra Tele 2013 es la tercera temporada del reality show. Los participantes de esta temporada fueron 16. En esta edición, los concursantes tuvieron que enfrentarse a La Revolución, una nueva fase del programa. Esta fue la temporada con más ingresos y re-ingresos, dejando en total 24 participantes a lo largo de la competencia.

### Concursantes
| Participantes | Participantes               | Residencia       | Edad    | Profesión                                  | Duración | Información              |
| ------------- | --------------------------- | ---------------- | ------- | ------------------------------------------ | -------- | ------------------------ |
| Participantes | Juver Bilvao                | Tunja            | 23 años | Obrero y electricista                      | 112 días | Ganador                  |
| Participantes | Gaby Garrido                | Ciudad de Panamá | 22 años | Estudiante de producción y televisión      | 77 días  | Ganadora / Reserva       |
| Participantes | Sergio Arévalo              | Ocaña            | 24 años | Estudiante de medicina                     | 112 días | Finalista                |
| Participantes | Maria Teresa Blanco         | Cúcuta           | 20 años | Modelo                                     | 70 días  | Finalista                |
| Participantes | Iris Gutiérrez              | Barranquilla     | 25 años | Independiente. Estudiante de cosmetología  | 105 días | 18.ª eliminada           |
| Participantes | Santiago Builes             | Medellín         | 28 años | Modelo y contador público                  | 71 días  | 17.º eliminado / Reserva |
| Participantes | Whitney Adda Natalie Rivera | Cúcuta           | 20 años | Estudiante de diseño de modas              | 70 días  | 10.ª y 16.ª eliminada    |
| Participantes | María Pía Piedrahíta        | Neiva            | 24 años | Estudiante de Artes Escénicas: Srta. Neiva | 14 días  | 15.ª eliminada / Reserva |
| Participantes | Omar Andrés Vásquez         | Villavicencio    | 21 años | Estudiante de Comunicación Social          | 77 días  | 14.º eliminado           |
| Participantes | Alejandro Betancourt        | Medellín         | 23 años | Modelo y profesor de actuación             | 70 días  | 13.ª eliminado           |
| Participantes | Yina Calderón               | Oporapa          | 22 años | Empresaria                                 | 67 días  | Expulsión Injustamente   |
| Participantes | Alejandra Serje             | Bogotá           | 25 años | Modelo y presentadora                      | 37 días  | 12.ª eliminada / Reserva |
| Participantes | Melissa Porras              | Medellín         | 23 años | Modelo y presentadora                      | 29 días  | 11.ª eliminada / Reserva |
| Participantes | Gustavo Ramírez             | Bogotá           | 36 años | Ingeniero agrónomo, abogado y modelo       | 14 días  | 9.ª eliminado / Reserva  |
| Participantes | Ana Mabel Torres            | Cúcuta           | 30 años | Modelo                                     | 35 días  | 8.ª eliminada            |
| Participantes | Andrés Morales              | Ciudad de Panamá | 29 años | Presentador                                | 28 días  | Abandonó                 |
| Participantes | Sherly Herrera              | Santa Marta      | 20 años | Estudiante de Comunicación Social          | 26 días  | 6.ª eliminada            |
| Participantes | Diego Fernando Millán       | Santiago de Cali | 27 años | Estudiante de música                       | 25 días  | 5.ª eliminado            |
| Participantes | Anika Petrova               | Medellín         | 24 años | Modelo                                     | 24 días  | 4.ª eliminada            |
| Participantes | Natalia Escobar             | Pereira          | 22 años | Estudiante                                 | 21 días  | 3.ª eliminada            |
| Participantes | Leandro Correa              | Medellín         | 25 años | Modelo y estudiante de psicología infantil | 14 días  | 2.º eliminado            |
| Participantes | Cristián Ramírez            | Medellín         | 21 años | Profesor de inglés y francés               | 7 días   | 1.º eliminado            |

### Resultados Generales
| Participante | Semana              | Semana              | Semana      | Semana                                   | Semana                      | Semana      | Semana         | Semana     | Semana        | Semana                               | Semana        | Semana                                      | Semana          | Semana                  | Semana                       | Semana          | Semana                         |
| Participante | 1                   | 1                   | 2           | 3                                        | 4                           | 5           | 6              | 7          | 8             | 9                                    | 10            | 11                                          | 12              | 13                      | 14                           | 15              | Final                          |
| ------------ | ------------------- | ------------------- | ----------- | ---------------------------------------- | --------------------------- | ----------- | -------------- | ---------- | ------------- | ------------------------------------ | ------------- | ------------------------------------------- | --------------- | ----------------------- | ---------------------------- | --------------- | ------------------------------ |
| Juver        | Entra               | Protegido           | Salvado     | Salvado                                  | Salvado                     | Salvado     | Protegido      | Salvado    | Salvado       | Nominado                             | Salvado       | Nominado                                    | Salvado         | Protegido               | Nominado                     | Exento          | Ganador                        |
| Gaby         |                     |                     |             |                                          |                             | Entra       | Exenta         | Nominada   | Nominada      | Salvada                              | Salvada       | Salvada                                     | Protegida       | Salvada                 | Salvada                      | Salvada         | Ganadora                       |
| Sergio       | Entra               | Salvado             | Salvado     | Amenazado                                | Salvado                     | Salvado     | Salvado        | Salvado    | Salvado       | Salvado                              | Protegido     | Salvado                                     | Salvado         | Nominado                | Salvado                      | Exento          | Finalista                      |
| María. T.    | Entra               | Salvada             | Salvada     | Salvada                                  | Eliminada                   |             |                |            |               |                                      | Repesca       | Nominada                                    | Salvada         | Amenazada               | Nominada                     | Nominada        | Finalista                      |
| Iris         | Entra               | Salvada             | Salvada     | Salvada                                  | Salvada                     | Salvada     | Salvada        | Salvada    | Protegida     | Salvada                              | Salvada       | Protegida                                   | Salvada         | Salvada                 | Protegida                    | Eliminada       |                                |
| Santiago     |                     |                     |             |                                          | Entra                       | Exento      | Nominado       | Salvado    | Salvado       | Protegido                            | Salvado       | Nominado                                    | Nominado        | Salvado                 | Eliminado                    |                 |                                |
| Whitney      | Entra               | Salvada             | Salvada     | Salvada                                  | Salvada                     | Amenazada   | Salvada        | Eliminada  |               |                                      | Repesca       | Salvada                                     | Salvada         | Eliminada               |                              |                 |                                |
| Pía          |                     |                     |             |                                          |                             |             |                |            |               |                                      | Entra         | Exenta                                      | Eliminada       |                         |                              |                 |                                |
| Omar         | Entra               | Salvado             | Salvado     | Salvado                                  | Salvado                     | Salvado     | Salvado        | Salvado    | Salvado       | Amenazado                            | Nominado      | Eliminado                                   |                 |                         |                              |                 |                                |
| Alejandro    | Entra               | Salvado             | Salvado     | Protegido                                | Salvado                     | Salvado     | Salvado        | Protegido  | Salvado       | Salvado                              | Eliminado     |                                             |                 |                         |                              |                 |                                |
| Yina         | Entra               | Protegida           | Salvada     | Salvada                                  | Salvada                     | Protegida   | Salvada        | Salvada    | Salvada       | Nominada                             | Expulsada     |                                             |                 |                         |                              |                 |                                |
| Alejandra    |                     |                     |             |                                          | Entra                       | Exenta      | Salvada        | Salvada    | Salvada       | Eliminada                            |               |                                             |                 |                         |                              |                 |                                |
| Melissa      |                     |                     |             |                                          | Entra                       | Exenta      | Salvada        | Salvada    | Eliminada     |                                      |               |                                             |                 |                         |                              |                 |                                |
| Gustavo      |                     |                     |             |                                          | Entra                       | Exento      | Eliminado      |            |               |                                      |               |                                             |                 |                         |                              |                 |                                |
| Ana          | Entra               | Salvada             | Salvada     | Salvada                                  | Salvada                     | Eliminada   |                |            |               |                                      |               |                                             |                 |                         |                              |                 |                                |
| Andrés       | Entra               | Salvado             | Protegido   | Salvado                                  | Abandona                    |             |                |            |               |                                      |               |                                             |                 |                         |                              |                 |                                |
| Sherly       | Entra               | Salvada             | Salvada     | Nominada                                 | Eliminada                   |             |                |            |               |                                      |               |                                             |                 |                         |                              |                 |                                |
| Diego        | Entra               | Salvado             | Salvado     | Salvado                                  | Eliminado                   |             |                |            |               |                                      |               |                                             |                 |                         |                              |                 |                                |
| Anika        | Entra               | Salvada             | Amenazada   | Nominada                                 | Eliminada                   |             |                |            |               |                                      |               |                                             |                 |                         |                              |                 |                                |
| Natalia      | Entra               | Salvada             | Salvada     | Eliminada                                |                             |             |                |            |               |                                      |               |                                             |                 |                         |                              |                 |                                |
| Leandro      | Entra               | Salvado             | Eliminado   |                                          |                             |             |                |            |               |                                      |               |                                             |                 |                         |                              |                 |                                |
| Cristián     | Entra               | Eliminado           |             |                                          |                             |             |                |            |               |                                      |               |                                             |                 |                         |                              |                 |                                |
|              |                     |                     |             |                                          |                             |             |                |            |               |                                      |               |                                             |                 |                         |                              |                 |                                |
| Eliminados   | Cristián 7/16 votos | Cristián 7/16 votos | Leandro 25% | Natalia 3,92%                            | Anika Diego Sherly María T. | Ana 41%     | Gustavo 45,4%  | Whitney 9% | Melissa 7,59% | Alejandra 8,29%                      | Alejandro 30% | Omar 13,05%                                 | Pía 49,99%      | Whitney 9%              | Santiago 16,91%              | Iris 15,77%     | Sergio 18,98% María. T. 48,61% |
| Salvados     | No aplica           | No aplica           | Anika 75%   | Sergio 56,93% Anika 22,94% Sherly 16,22% | No aplica                   | Whitney 59% | Santiago 54,6% | Gaby 91%   | Gaby 92,41%   | Juver 43,95% Omar 34,18% Yina 13,58% | Omar 70%      | Juver 38,43% Santiago 34,82% María T. 13,7% | Santiago 50,01% | Sergio 69% María T. 21% | María T. 49,05% Juver 34,04% | María T. 84,23% | Juver 81,02% Gaby 51,39%       |

     El concursante fue el ganador del programa.
     El concursante llegó a la final del programa.
     El participante ingresa por votación del público.
     El participante ingresa por decisión del jurado.
     El participante es inmune de ser amenazado esa semana.
     El participante es el protegido de la semana.
     El participante es protegido en el primer cara a cara por obtener la mayor cantidad de votos de los colombianos al ingresar a la Casa Estudio.
     El participante es inmune por ser finalista del programa.
     El participante no fue amenazado esa semana, por lo tanto es salvado.
     El participante es amenazado por talento, pero no fue eliminado.
     El participante es amenazado por convivencia, pero no fue eliminado.
     El participante es amenazado en el primer cara a cara, pero no fue eliminado.
     El participante es sancionado por infringir las reglas del reality, pero no fue eliminado.
     El participante es amenazado y posteriormente eliminado.
     El participante es eliminado en la semana de la Revolución.
     El participante abandona la competencia voluntariamente.
     El participante es expulsado de la competencia.

## Protagonistas de Nuestra Tele (2017)
- Primera emisión: 18 de septiembre de 2017
- Última emisión: 18 de diciembre de 2017
- Duración: 100 días
- Rating promedio: 5.9

Protagonistas de Nuestra Tele 2017 es la cuarta temporada del reality show.
Celebrándose 15 años desde la primera versión del reality, el 1 de julio de 2017, RCN Televisión abrió oficialmente las convocatorias que se realizaron por internet, en donde el aspirante debía explicar brevemente su personalidad, hobbies y enviar fotografías y videos en donde justifique su aspiración de ingresar al reality. Adicionalmente, esta nueva temporada traerá nuevos talentos y algunos exparticipantes de temporadas pasadas. 
El lema de esta edición es: "Talento sin límites".
Esta temporada tuvo bajos índices de audiencia al lado de las anteriores temporadas.

### Concursantes
| Participantes          | Participantes   | Lugar de residencia | Edad                              | Profesión  | Duración                | Información |
| ---------------------- | --------------- | ------------------- | --------------------------------- | ---------- | ----------------------- | ----------- |
|                        | Jonathan Fierro | Barranquilla        | 31 años                           | Entrenador | 100 días                | Ganador     |
| Amílcar Barros         | Barranquilla    | 30 años             | Administrador de Empresas         | 2° lugar   | 100 días                |             |
| María Paula Moreno     | Bogotá          | 20 años             | Estudiante de Psicología          | 3° lugar   | 100 días                |             |
| Danielle De Luca       | Bogotá          | 25 años             | Cantante                          | 91 días    | 4.° lugar               |             |
| Camilo Castellanos     | Bogotá          | 25 años             | Youtuber                          | 100 dias   | 5° lugar                |             |
| Giselle Paola Rada     | Barranquilla    | 25 años             | Modelo                            | 91 días    | 14.ª Eliminada          |             |
| Laura Ojeda            | Barranquilla    | 24 años             | Estudiante de Derecho             | 57 días    | 1.ª y 14.ª eliminada    |             |
| Andrés Altafulla       | Barranquilla    | 25 años             | Músico                            | 84 días    | 13.º eliminado          |             |
| Paola Giraldo          | Medellín        | 23 años             | Modelo                            | 77 días    | 12.ª eliminada          |             |
| Sebastián Flor Tamayo  | Medellín        | 21 años             | Youtuber                          | 73 días    | 11.º eliminado          |             |
| Alexander Ospina       | Estados Unidos  | 32 años             | Instagrammer                      | 34 días    | Abandono / Reserva      |             |
| Antonio Duque          | Bogotá          | 27 años             | Empresario y modelo               | 63 días    | 10.º eliminado          |             |
| Jairo Zapata           | Cali            | 34 años             | Modelo                            | 49 días    | 8.º eliminado           |             |
| Katalina Gómez         | Pereira         | 26 años             | Instagrammer                      | 42 días    | 7.ª eliminada           |             |
| Laura González         | Villavicencio   | 22 años             | Estudiante de Comunicación Social | 35 días    | 6.ª eliminada           |             |
| María del Mar Arboleda | Medellín        | 27 años             | Presentadora                      | 28 días    | 5.ª eliminada           |             |
| Marco Lasso            | Cali            | 24 años             | Youtuber                          | 22 días    | Expulsión disciplinaria |             |
| Carlos Moscote         | Cúcuta          | 26 años             | Independiente                     | 21 días    | 4.º eliminado           |             |
| Felipe Hoyos           | Medellín        | 34 años             | Modelo                            | 14 días    | 3.º eliminado           |             |
| Lina Arroyave          | Cali            | 25 años             | Modelo                            | 7 días     | 2.ª eliminada           |             |
| Natalia Rueda          | Bucaramanga     | 28 años             | Modelo WebCam                     | 1 día      | 1.ª eliminada           |             |

### Resultados Generales
| Participante | Semana                        | Semana                        | Semana                        | Semana        | Semana        | Semana          | Semana           | Semana                          | Semana         | Semana          | Semana           | Semana        | Semana                                      | Semana                          | Semana                                                      |  |
| Participante | 1                             | 1                             | 2                             | 3             | 4             | 5               | 6                | 7                               | 8              | 9               | 10               | 11            | 12                                          | 13                              | FINAL                                                       |  |
| ------------ | ----------------------------- | ----------------------------- | ----------------------------- | ------------- | ------------- | --------------- | ---------------- | ------------------------------- | -------------- | --------------- | ---------------- | ------------- | ------------------------------------------- | ------------------------------- | ----------------------------------------------------------- |  |
| Jonathan     | Entra                         | Salvado                       | Nominado                      | Protegido     | Protegido     | Salvado         | Salvado          | Salvado                         | Salvado        | Salvado         | Salvado          | Salvado       | Salvado                                     | Salvado                         | Ganador                                                     |  |
| Amílcar      | Entra                         | Salvado                       | Salvado                       | Salvado       | Salvado       | Protegido       | Salvado          | Salvado                         | Salvado        | Salvado         | Salvado          | Protegido     | Protegido                                   | Protegido                       | Finalista                                                   |  |
| María. P.    | Entra                         | Salvada                       | Salvada                       | Salvada       | Salvada       | Amenazada       | Nominada         | Salvada                         | Salvada        | Salvada         | Protegida        | Protegida     | Nominada                                    | Salvada                         | Finalista                                                   |  |
| Daniella     | Entra                         | Nominada                      | Protegida                     | Salvada       | Salvada       | Salvada         | Salvada          | Salvada                         | Salvada        | Eliminada       |                  | Reingresa     | Salvada                                     | Salvada                         | Finalista                                                   |  |
| Camilo       | Entra                         | Salvado                       | Salvado                       | Salvado       | Salvado       | Salvado         | Salvado          | Salvado                         | Salvado        | Salvado         | Salvado          | Nominado      | Nominado                                    | Amenazado                       | Finalista                                                   |  |
| Giselle      | Entra                         | Salvada                       | Salvada                       | Salvada       | Salvada       | Salvada         | Salvada          | Salvada                         | Salvada        | Salvada         | Salvada          | Salvada       | Amenazada                                   | Eliminada                       |                                                             |  |
| Laura. O.    | Entra                         | Eliminada                     |                               |               |               | Reingresa       | Salvada          | Salvada                         | Salvada        | Salvada         | Salvada          | Salvada       | Salvada                                     | Eliminada                       |                                                             |  |
| Andrés       | Entra                         | Salvado                       | Salvado                       | Salvado       | Salvado       | Salvado         | Salvado          | Salvado                         | Salvado        | Salvado         | Salvado          | Salvado       | Eliminado                                   |                                 |                                                             |  |
| Paola        | Entra                         | Salvada                       | Salvada                       | Salvada       | Salvada       | Salvada         | Protegida        | Salvada                         | Salvada        | Salvada         | Salvada          | Eliminada     |                                             |                                 |                                                             |  |
| Sebastián    | Entra                         | Salvado                       | Salvado                       | Salvado       | Salvado       | Salvado         | Salvado          | Amenazado                       | Salvado        | Amenazado       | Amenazado        | Eliminado     |                                             |                                 |                                                             |  |
| Alex         |                               |                               |                               |               |               |                 | Entra            | Salvado                         | Protegido      | Salvado         | Abandona         |               |                                             |                                 |                                                             |  |
| Antonio      | Entra                         | Salvado                       | Salvado                       | Salvado       | Salvado       | Salvado         | Salvado          | Nominado                        | Amenazado      | Protegido       | Eliminado        |               |                                             |                                 |                                                             |  |
| Jairo        | Entra                         | Salvado                       | Salvado                       | Salvado       | Salvado       | Salvado         | Salvado          | Protegido                       | Eliminado      |                 |                  |               |                                             |                                 |                                                             |  |
| Katalina     | Entra                         | Salvada                       | Protegida                     | Salvada       | Salvada       | Salvada         | Salvada          | Eliminada                       |                |                 |                  |               |                                             |                                 |                                                             |  |
| Laura. G.    | Entra                         | Salvada                       | Salvada                       | Salvada       | Salvada       | Salvada         | Eliminada        |                                 |                |                 |                  |               |                                             |                                 |                                                             |  |
| María        | Entra                         | Salvada                       | Salvada                       | Salvada       | Salvada       | Eliminada       |                  |                                 |                |                 |                  |               |                                             |                                 |                                                             |  |
| Marco        | Entra                         | Salvado                       | Salvado                       | Salvado       | Nominado      | Expulsado       |                  |                                 |                |                 |                  |               |                                             |                                 |                                                             |  |
| Carlos       | Entra                         | Nominado                      | Amenazado                     | Nominado      | Eliminado     |                 |                  |                                 |                |                 |                  |               |                                             |                                 |                                                             |  |
| Felipe       | Entra                         | Salvado                       | Salvado                       | Eliminado     |               |                 |                  |                                 |                |                 |                  |               |                                             |                                 |                                                             |  |
| Lina         | Entra                         | Salvada                       | Eliminada                     |               |               |                 |                  |                                 |                |                 |                  |               |                                             |                                 |                                                             |  |
| Natalia      | Entra                         | Eliminada                     |                               |               |               |                 |                  |                                 |                |                 |                  |               |                                             |                                 |                                                             |  |
|              |                               |                               |                               |               |               |                 |                  |                                 |                |                 |                  |               |                                             |                                 |                                                             |  |
| Eliminados   | Laura. O. 31,2% Natalia 26,6% | Laura. O. 31,2% Natalia 26,6% | Lina 67,54%                   | Felipe 57,22% | Carlos 59,27% | María 51,31%    | Laura. G. 57,33% | Katalina 40,80%                 | Jairo 52,30%   | Daniella 50,7%  | Antonio 53,12%   | Paola 61,84%  | Andrés 56,59%                               | Laura. O. 39,75% Giselle 31,06% | Camilo 4,27% Daniella 11,63% Maria P. 13,27% Amílcar 29,27% |  |
| Salvados     | Carlos 22,4% Daniella 19,8%   | Carlos 22,4% Daniella 19,8%   | Carlos 20,73% Jonathan 11,73% | Carlos 42,78% | Marco 40,73%  | María P. 48,69% | María P. 42,67%  | Antonio 34,38% Sebastián 24,82% | Antonio 47,70% | Sebastián 49,3% | Sebastián 46,88% | Camilo 38,16% | Maria. P. 33,54% Giselle 5,28% Camilo 4,59% | Camilo 29,19%                   | Jonathan 41,16%                                             |  |

     El concursante fue el ganador/ra del programa.
     El concursante llegó a la final del programa.
     El participante ingresa al reality.
     El participante reingresa a la competencia.
     El participante es exento de ser amenazado esa semana.
     El participante es el protegido de la semana por la prueba.
     El participante es el protegido de la semana por el público.
     El participante no fue amenazado esa semana, por lo tanto es salvado.
     El participante es amenazado por talento, pero no fue eliminado.
     El participante es amenazado por convivencia, pero no fue eliminado.
     El participante es sancionado por infringir las reglas del reality, pero no fue eliminado.
     El participante es amenazado y posteriormente eliminado.
     El participante es eliminado directamente por recibir su tercera amenaza por talento consecutiva.
     El participante abandona la competencia por motivos de salud.
     El participante es expulsado de la competencia.

## Maestros
| Personalidad                                |                                   |
| ------------------------------------------- | --------------------------------- |
| Iván López                                  | Maestro de Actuación              |
| Valentina Lizcano Edwin Garrido Pedro Lopez | Maestros de Deportes              |
| Carolina Castro                             | Maestra de Modelaje y Pasarela    |
| Nicolás Tovar                               | Maestro de Música y Técnica Vocal |
| Mauricio Gonzalez                           | Maestro de Inglés                 |
| Andrés López                                | Maestro de Comedia                |
| Beto Pérez                                  | Maestro de Zumba                  |
| Santiago Giraldo                            | Maestro de Presentación           |

## Ganadores
| Edición                         | Fecha | Ganador         | Ganadora/Subcampeona   | Hombre finalista   | Mujer finalista     |
| ------------------------------- | ----- | --------------- | ---------------------- | ------------------ | ------------------- |
| Protagonistas de Nuestra Tele 1 | 2010  | Cristian Suárez | María Angélica Salgado | Sebastián González | Claudia Echeverry   |
| Protagonistas de Nuestra Tele 2 | 2012  | Jhoan Álvarez   | Sara Uribe             | Edwin Garrido      | Angélica Jaramillo  |
| Protagonistas de Nuestra Tele 3 | 2013  | Juver Bilbao    | Gaby Garrido           | Sergio Arévalo     | María Teresa Blanco |
| Protagonistas de Nuestra Tele 4 | 2017  | Jonathan Fierro | Gisselle Paola Rada    | Amílcar Barros     | Daniella De Luca    |